# サン・グレゴーリオ・マテーゼ
サン・グレゴーリオ・マテーゼ（伊: San Gregorio Matese）は、イタリア共和国カンパニア州カゼルタ県にある、人口約860人の基礎自治体（コムーネ）。

## 地理

### 位置・広がり

#### 隣接コムーネ
隣接するコムーネは以下の通り。括弧内のCBはカンポバッソ県、ISはイゼルニア県（モリーゼ州）所属を示す。
- ボヤーノ (CB)
- カンポキアーロ (CB)
- カステッロ・デル・マテーゼ
- レティーノ
- ピエディモンテ・マテーゼ
- ラヴィスカニーナ
- ロッカマンドルフィ (IS)
- サン・マッシモ (CB)
- サン・ポーロ・マテーゼ (CB)
- サンタンジェロ・ダリーフェ
- ヴァッレ・アグリーコラ

### 気候分類・地震分類
サン・グレゴーリオ・マテーゼにおけるイタリアの気候分類 (it) および度日は、zona E, 2293 GGである。
また、イタリアの地震リスク階級 (it) では、zona 1 (sismicità alta) に分類される。